# Donzy
Donzy är en kommun i departementet Nièvre i regionen Bourgogne-Franche-Comté i de centrala delarna av Frankrike. Kommunen ligger i kantonen Donzy som tillhör arrondissementet Cosne-Cours-sur-Loire. År 2022 hade Donzy 1 542 invånare.
Sedan 1981 har Donzy i val röstat som hela Frankrike.

## Befolkningsutveckling
Antalet invånare i kommunen Donzy
| Referens: INSEE |